# Eragon (film)
Eragon – film fantasy, na podstawie powieści Christophera Paoliniego: Eragon. Premiera odbyła się 13 grudnia 2006 na świecie i 23 grudnia 2006 roku – w Polsce.

## Fabuła
16-letni Eragon mieszka w małej wiosce i prowadzi spokojne życie. Pewnego dnia znajduje duży, niebieski kamień, który jak się okaże zmieni jego życie o 180 stopni. Wkrótce do wioski przybywają dziwne istoty, które szukają kamienia, w rzeczywistości będącego jajem smoka, znajdującego się w rękach chłopca. 

## Obsada
- Edward Speleers – Eragon
- Jeremy Irons – Brom
- Sienna Guillory – Arya
- Robert Carlyle – Durza
- John Malkovich – Galbatorix
- Garrett Hedlund – Murtagh
- Alun Armstrong – Garrow
- Christopher Egan – Roran
- Gary Lewis – Hrothgar
- Djimon Hounsou – Ajihad
- Rachel Weisz – Saphira (głos)
- Richard Rifkin – Horst
- Stephen Speirs – Sloan
- Joss Stone – Angela
- Tamsin Egerton – Katrina
- Caroline Chikezie – Nasuada
- Ágnes Bánfalvy – stara kobieta
- Nils Allen Stewart – Lord Urgal
- Jaymes Butler – wojownik

## Ekipa
- Reżyseria – Stefen Fangmeier
- Scenariusz – Peter Buchman, Jesse Wigutow
  - na podstawie książki Christophera Paoliniego
- Muzyka – Patrick Doyle
- Zdjęcia – Hugh Johnson
- Montaż – Roger Barton, Masahiro Hirakubo
- Scenografia – Jonathan Hely-Hutchinson, Elli Griff, Stuart Rose, Stuart Kearns, Wolf Kroeger
- Kostiumy – Carlo Poggioli, Kym Barrett
- Producent – Wyck Godfrey, John Davis, Adam Goodman

## Wersja polska
Opracowanie i udźwiękowienie wersji polskiej: Studio Sonica
Reżyseria: Agnieszka Matysiak
Dialogi polskie: Dariusz Dunowski
Dźwięk i montaż: Georgy Fek, Agnieszka Stankowska
Organizacja produkcji: Aleksandra Dobrowolska
W wersji polskiej udział wzięli:
- Maciej Zakościelny – Eragon
- Joanna Brodzik – Saphira
- Tadeusz Huk – Brom
- Agata Buzek – Arya
- Wiesław Komasa – Król Galbatorix
- Edward Żentara – Durza
- Bartosz Turzyński – Roran
- Andrzej Piszczatowski – Garrow
- Andrzej Szopa – Sloan
- Magdalena Smalara – Angela
- Tomasz Borkowski – Murtagh
- Marcin Troński – Ajihad
- Miłogost Reczek – Hrothgar
- Aleksandra Popławska – Nasuada

W pozostałych rolach:
- Jan Aleksandrowicz
- Andrzej Gawroński
- Tomasz Steciuk
- Piotr Warszawski

i inni

## Muzyka
Avril Lavigne zaśpiewała do tego filmu piosenkę Keep Holding On. Piosenkę można znaleźć na płycie piosenkarki zatytułowanej The Best Damn Thing.

## Zdjęcia
Zdjęcia do filmu były kręcone na Węgrzech (Budapeszt, Celldömölk, Pilisborosjenő, Tatabánya, Sárvár), w Anglii (Iver Heath, studio), w Kanadzie (Vancouver), oraz w słowackiej części Tatr, a także na obszarze Słowackiego Raju.